# 남원읍성
남원읍성(南原邑城)은 대한민국 전북특별자치도 남원시 동충동에 있는 조선시대 읍성이다.

## 개요
중국의 성곽에 영향을 받은 네모 반듯하게 축조한 평지 읍성이다. 판상할석(板狀割石)을 사용한 협축법으로 축조되었으며, 규모는 둘레 2.5 km 정도, 높이는 4m정도이다.
옹성(甕城)이 16곳, 여장(女墻)이 1,016개에 달한 성곽이었으며, 성벽 바깥으로 깊은 도랑[溝]을 두른 큰 성이었다. 4방으로 성문이 있었는데, 그 가운데 남문이 가장 장대하여 홍예문 위에 누각을 올려 완월루(翫月樓)라 하였다.
돌축대의 길이는 2.4km가 넘고, 높이 약 4m에 이르며 성 안에는 70여 개의 우물이 있었다. 성 내에는 남북과 동서로 직선대로가 교차하고, 그 사이에도 너비가 좁은 직선도로가 교차하여 바둑판 모양의 도로구성을 볼 수 있다. 근대에 들어와 도시가 들어서며 성곽은 대부분 헐려나갔으나, 시내 중심부의 도로는 지금도 바둑판 모양으로 되어 있어, 과거 성내의 가로 구성의 흔적을 보이고 있다.
조선시대 읍성의 가장 전형적인 구조를 하고 있으며, 규모가 크고 우리나라 성곽에서는 거의 보이지 않는 네모 반듯한 구성과 성내의 가로가 직선으로 구성된 점이 흥미롭다.

## 성곽

### 완월루(翫月樓)
남원읍성에 남문이다.

### 공신루(拱宸樓)
남원읍성에 북문이다. 현재 복원 중이다.

### 망미루(望美樓)
남원읍성에 서문이다.

### 향일루(向日樓)
남원읍성에 동문이다.

## 역사
685년(신라 신문왕 5년) 때 지방 행정구역 개편에 따라 남원소경을 설치하였고, 691년에 네모난 형태의 평지 읍성을 쌓았다. 조선 전기에 편찬된 《신증동국여지승람》 고적조에 따르면 이 때에도 이미 남원에 ‘격자 모양의 유기’(井田遺基)가 있다고 기록하고 있으니 옛부터 바둑판 모양으로 구획을 지었던 것으로 보인다.
정유재란을 앞둔 1597년 외침에 대비해 성을 크게 다시 쌓고 수리하여 담을 높였다.

### 남원성 전투
정유재란이 발발한 1597년(선조 30년) 8월 일본군이 남원읍성을 공격했다. 조명 연합군은 각지의 의병장들과 군민들까지 합세해 일본군을 상대로 전투를 치렀으나 결국 남원읍성이 함락된 후 모두 살해당했고, 지휘관 이복남은 자살했다. 남원읍성이 일본군에 점령당하자 이복남, 임현, 정기원, 신호 등은 성문으로 잠입하여 성을 점령한 5만 8천명의 일본군과 교전하였으나, 중과부적으로 패하고 전사하였다. 이 때 명나라의 부총병 양원 등은 성을 탈출했다. 남원읍성이 함락될 당시 만복사도 일본군의 방화로 소실되었고, 종전 후에도 만복사는 중건되지 못한 채 현재도 절터로만 남아 있다.
이 때 생긴 조선의 1만 명이 넘는 전사자를 북문 바깥에 합장한 곳이 만인의총이다.

임진왜란 당시 남원성 침공 작전도
1872년 지방지도 중 남원부지도에서 남원읍성

### 정유재란 이후
《용성지》에 따르면 성의 네 개 문루는 숙종 18년(1692년)에 중건했다. 지금 남아있는 성벽은 조선시대 철종 18년(1862년) 개축한 것이다.
1894년 동학 농민 운동 때 동문·남문을 포함한 일부 성벽이 허물어졌다. 이후 1930년대에 조선총독부가 전라선 남원역을 세우면서 북문·서문을 포함한 성벽을 철거했다.
1982년 11월 3일 남원성이란 이름으로 대한민국 사적 제298호로 지정되었으나, 2011년 7월 28일 남원읍성으로 문화재 명칭이 변경되었다.

## 복원
유네스코의 권고로 문화재 보호를 위해 경주 시내의 철도 구간을 이설하여 경주역으로 통합한 것과 비슷한 맥락으로, 전라선의 복선 전철화와 함께 옛 남원읍성 복원을 위하여 전라선 선로를 이설함과 동시에 남원역을 동충동 역사 서쪽의 신정동으로 이전했다.
쓰이지 않게 된 구 남원역사 자리에 북문 및 북 성벽을 복원 중이다.

## 참고자료
- 남원읍성 - 국가유산청 국가유산포털